# Brachymeles gracilis
Brachymeles gracilis — вид сцинкоподібних ящірок родини сцинкових (Scincidae). Ендемік Філіппін.

## Поширення і екологія
Brachymeles gracilis мешкають на південному сході острова Мінданао, на захід від затоки Давао  та в горах Хамігуітан. Вони живуть в первинних і вторинних вологих тропічних лісах, на плантаціях та на берегах річок. Зустрічаються на висоті від 50 до 1000 м над рівнем моря.